# Becky Sauerbrunn
Becky Sauerbrunn, född den 6 juni 1985 i St Louis, Missouri, är en amerikansk fotbollsspelare som spelar för Portland Thorns.
Sauerbrunn tog OS-guld i damfotbollsturneringen vid de olympiska fotbollsturneringarna 2012 i London. Sedan 2021 är Sauerbrunn kapten för USA:s damlandslag i fotboll. Hon var tidigare kapten för Utah Royals FC och - från 2016 till 2018 - medkapten för landslaget tillsammans med Carli Lloyd.
Sauerbrunn vann guld med landslaget vid olympiska sommarspelen 2012, världsmästerskapet i fotboll för damer 2015 och världsmästerskapet i fotboll för damer 2019. Hon var en startspelare för USA vid världsmästerskapet i fotboll för damer 2015 och spelade varje minut av alla sju matcherna för laget. 